# Gwiazdor
Gwiazdor – fikcyjna postać rozdająca prezenty w Wigilię Bożego Narodzenia, występująca w Poznańskiem, na ziemi lubuskiej, Kujawach, Warmii (a konkretnie w tych ich częściach, które były pod zaborem pruskim), Kaszubach, Kociewiu i na ziemi bydgoskiej.
Wywodzi się z dawnych grup kolędników, zaś nazwa od noszonej przez nich gwiazdy. Była to postać ubrana w baranicę i futrzaną czapę, z twarzą ukrytą pod maską lub umazaną sadzą. Gwiazdor nosił ze sobą wór z podarkami i rózgę dla niegrzecznych dzieci. Odpytywał on dzieci z pacierza i kolęd, znał dobre i złe uczynki i w zależności od wyniku wręczał prezent lub bił rózgą. Obecnie postać Gwiazdora upodobniła się do św. Mikołaja, zaś z dawnych atrybutów pozostała mu rózga, którą wymierza karę niegrzecznym dzieciom. Nadal jednak częsty jest zwyczaj obchodzenia domów przez osoby przebrane za Gwiazdora, które za opłatą wręczają prezenty i pytają domowników, przeważnie dzieci, o zachowanie w ciągu roku, znajomość modlitw, wierszy, bądź kolęd. Współcześnie na skutek migracji oraz wpływu mass-mediów i działalności centrów handlowych, część mieszkańców Wielkopolski i Kaszub porzuciło tradycję Gwiazdora na rzecz św. Mikołaja, nadal jednak w tych regionach znacznie popularniejszy jest Gwiazdor.